# Sangnok-gu
Sangnok-gu est un arrondissement (gu) de la ville Ansan-si de la province Gyeonggi-do en Corée du Sud.